# ژرمنی دریای شمال
ژرمنی دریای شمال که با نام اینگوائیونی (Ingvaeonic) نیز شناخته می‌شود، یک گروه فرضی از زبان‌های ژرمنی غربی شمالی است که شامل فریسی باستان، انگلیسی باستان و ساکسونی باستان و نوادگان آن‌ها است.